# St. Marks (Florida)
St. Marks o San Marcos de Apalache es una ciudad ubicada en el condado de Wakulla en el estadounidense estado de Florida. Fue fundada por españoles, como fuerte de San Marcos de Apalache, en el siglo XVII en terreno de la entonces Florida española, pasó a formar parte de territorio norteamericano en julio de 1821. En el Censo de 2010 tenía una población de 293 habitantes y una densidad poblacional de 58,28 personas por km².

## Geografía
St. Marks se encuentra ubicada en las coordenadas 30°9′58″N 84°12′30″O / 30.16611, -84.20833. Según la Oficina del Censo de los Estados Unidos, St. Marks tiene una superficie total de 5.03 km², de la cual 5.01 km² corresponden a tierra firme y (0.36%) 0.02 km² es agua.

## Demografía
Según el censo de 2010, había 293 personas residiendo en St. Marks. La densidad de población era de 58,28 hab./km². De los 293 habitantes, St. Marks estaba compuesto por el 96.93% blancos, el 1.71% eran afroamericanos, el 0.34% eran amerindios, el 0.34% eran asiáticos, el 0% eran isleños del Pacífico, el 0% eran de otras razas y el 0.68% pertenecían a dos o más razas. Del total de la población el 0% eran hispanos o latinos de cualquier raza.